# فريدريك أندرسون (لاعب هوكي جليد)
فريدريك أندرسون (بالسويدية: Fredrik Andersson)‏ هو لاعب هوكي جليد سويدي، ولد في 28 فبراير 1968 في ستوكهولم في السويد.

## وصلات خارجية
- فريدريك أندرسون على موقع EliteProspects.com (الإنجليزية)
- فريدريك أندرسون على موقع Eurohockey.com (الإنجليزية)
- فريدريك أندرسون على موقع أوليمبيديا (الإنجليزية)
- فريدريك أندرسون على موقع اللجنة الأولمبية السويدية (السويدية)